# Crawfurdia gracilipes
Crawfurdia gracilipes är en gentianaväxtart som beskrevs av Harry Sm.. Crawfurdia gracilipes ingår i släktet Crawfurdia och familjen gentianaväxter. Inga underarter finns listade i Catalogue of Life.